# Neotephria avinoffi
Neotephria avinoffi är en fjärilsart som beskrevs av Louis Beethoven Prout 1939. Neotephria avinoffi ingår i släktet Neotephria och familjen mätare. Inga underarter finns listade i Catalogue of Life.